# 田村村資
田村 村資（たむら むらすけ）は、江戸時代中期の大名。陸奥国一関藩の第5代藩主。官位は従五位下・左京大夫。

## 生涯
宝暦13年（1763年）1月3日、仙台藩一門第五席・登米伊達家9代当主・伊達村良の長男として仙台にて誕生した。幼名は保之助。
安永7年（1778年）、跡取りのいなかった伯父で一関藩主・田村村隆の養嗣子に迎えられることになり、4月21日に元服して仙台藩主・伊達重村から偏諱を拝領して村資と名乗り、重村の猶子となって7月24日に一関藩へ入嗣する。
天明2年（1782年）3月29日、村隆の死去に伴い家督を相続する。翌天明3年（1783年）に一関に入部すると、関元龍らの願いを容れて、藩校・一関学館（のちの教成館）を創設する。寛政8年（1796年）、仙台藩主・伊達斉村が急死し、子の政千代（周宗）が跡を継ぐと、重村正室の観心院や土井利謙らと協議し、堀田正敦を後見人に立てる。
治世中は洪水多発や幕府勤役による負担増に悩まされ、寛政9年（1797年）に仙台藩内で発生した大規模な一揆（寛政の大一揆）が一関藩領にも波及すると、一関城下への進入を阻止するために一揆勢の要求を大幅に受け入れた。
寛政10年（1798年）に家督を婿養子の宗顕に譲って隠居する。
文化5年（1808年）10月27日死去。享年46。実子は一関藩主とならなかったが、伊達斉義は仙台藩主、顕彰は田安徳川家家老となっている。

## 系譜
父母
- 伊達村良（実父）
- 加藤氏- 側室（実母）
- 田村村隆（養父）

正室
- 阿琴（宝寿院）- 脇坂安親の娘

子女
- 田村政五郎（長男） 生母は宝寿院
- 田村哲也（次男） 生母は宝寿院
- おかね（宣寿院、次女） - 田村宗顕正室、生母は宝寿院
- 伊達斉義[1]（三男） 生母は宝寿院
- 田村顕彰[2]（四男） 生母は宝寿院
- 常 - 旗本織田長裕室、後に津田信高室、生母は宝寿院

養子
- 田村宗顕 - 堀田正敦の次男

## 系図
```
　　　　　　　　　　　　　　　　　　　　　　　┏伊達周宗
　　　　　　　　　　　┏伊達重村━━伊達斉村━┫
　　　　　┏伊達宗村━┫　　　　　　　　　　　┗伊達斉宗
　　　　　┃　　　　　┗堀田正敦━━田村宗顕
伊達吉村━╋田村村隆　　　　　　　　　┣━━━━田村邦顕
　　　　　┃　　　　　　　　　　　┏宣寿院
　　　　　┗伊達村良━━田村村資━┫
　　　　　　　　　　　　　　　　　┗伊達斉義

```